# STS-61C
STS-61С e двадесет и четвъртата мисия на НАСА по програмата Спейс шатъл и седми полет на совалката Колумбия. Основната цел на полета е извеждането в орбита на комуникационния спътник Satcom K-1. Това е последния успешен полет на совалка, приключил десет дни преди катастрофата на Чалънджър.

## Екипаж
| Пост                           | Астронавт                                 |
| ------------------------------ | ----------------------------------------- |
| Командир                       | Робърт Гибсън втори космически полет      |
| Пилот                          | Чарлс Болдън първи космически полет       |
| Специалист на мисията 1        | Франклин Чанг-Диас първи космически полет |
| Специалист на мисията 2        | Стивън Хоули втори космически полет       |
| Специалист на мисията 3        | Джордж Нелсън втори космически полет      |
| Специалист по полезния товар 1 | Робърт Сенкер първи космически полет      |
| Специалист по полезния товар 2 | Уилям Нелсън първи космически полет       |

- Броят на полетите е преди и включително тази мисия.

## Полетът
Първоначалната дата за начало на мисията е определена за 18 декември 1985 г. След многократни отлагания совалката е изстреляна успешно в 6:55 EST на 12 януари 1986 г. от космическия център „Кенеди“, площадка 39А. Полезният товар на совалката e комуникационния спътник Satcom K-1. Програмата на полета включва и друга задача – активно наблюдение на Халеевата комета, но тя не е изпълнена поради проблеми с батерията. Заради неблагоприятни метеорологични условия в базата „Едуардс“ продължителността на полета е удължена с един ден. Кацането става в 13:59 часа UTC на 18 януари. Мисията продължава общо 6 денонощия 2 часа, 3 минути и 51 секунди.

## Параметри на мисията
- Маса:
  - При излитане: 116 121 кг
  - При кацане: 95 325 кг
  - Маса на полезния товар: 14 724 кг
- Перигей: 331 км
- Апогей: 338 км
- Инклинация: 28,5°
- Орбитален период: 91.2 мин.

## Галерия
- Старта на мисия STS-61C
- Извеждането нa Satkom K-1 в орбита